# Christopher Dibon
Christopher Dibon (Schwechat, 2 novembre 1990) è un ex calciatore austriaco, di ruolo difensore.